# Stefan Messerer
Stefan Messerer (* 1968 in München) ist ein deutscher Diplomat. Seit 2022 ist er Botschafter der Bundesrepublik Deutschland in Kambodscha und leitet als solcher die Botschaft Phnom Penh.

## Leben
Messerer wurde 1968 in München geboren. Er ist verheiratet und hat zwei Kinder.
Nach dem Abitur im Jahr 1987 am Max-Mannheimer-Gymnasium Grafing leistete er den Wehrdienst ab. 
Er bewarb sich für die Laufbahn des gehobenen Auswärtigen Diensts und absolvierte im Rahmen des Vorbereitungsdiensts von 1988 bis 1991 das Studium an der Fachhochschule des Bundes für Auswärtige Angelegenheiten in Bonn-Ippendorf und Bad Münstereifel. Sein Auslandspraktikum während des Studiums führte ihn an die Botschaft Dakar (Senegal).
Auslandsverwendungen als Sachbearbeiter im gehobenen Dienst erfolgten bis in das Jahr 2001 an den Botschaften Bukarest (Rumänien) und Sanaa (Jemen) sowie am Generalkonsulat Melbourne (Australien).
Von 2001 bis 2003 durchlief Messerer im Rahmen des Aufstiegs in den höheren Dienst den entsprechenden Vorbereitungsdienst. Nach erfolgreich abgelegter Laufbahnprüfung wurde er von 2002 bis 2006 mit der Leitung des Referats für Rechts- und Konsularangelegenheiten an der Botschaft Warschau (Polen) beauftragt. Er kehrte in die Zentrale des Auswärtigen Amts nach Berlin zurück und wurde als Referent im Protokoll eingesetzt.
Von 2009 bis 2012 war er ständiger Vertreter des Leiters der Botschaft Kampala (Uganda). Von dort wurde er als Pressereferent an die Botschaft Washington (Vereinigte Staaten) versetzt, wo er bis 2015 blieb. Nach der Rückkehr in die Zentrale des Auswärtigen Amts folgten weitere Einsätze im Protokoll: Bis 2016 als Referent, anschließend bis 2019 als stellvertretender Referatsleiter und ab 2019 als Referatsleiter. Von 2018 bis 2022 war er gleichzeitig stellvertretender Leiter des Organisationsstabs Deutsche EU-Ratspräsidentschaft 2020 und des Organisationsstabs für die deutschen Vorsitze der Jahre 2021/2022 (unter anderem G7).
Im Jahr 2022 wurde Messerer zum außerordentlichen und bevollmächtigten Botschafter in Kambodscha und Leiter der Botschaft Phnom Penh bestellt.
Am 4. Juli 2024 traf Messerer den Präsidenten des Senats des Königreichs Kambodscha Samdech Hun Sen für einen Höflichkeitsbesuch.